# Hipolit Gliwic
Hipolit Jan Gliwic (ur. 23 marca 1878 w Warszawie, zm. 10 kwietnia 1943 tamże) – polski działacz niepodległościowy i gospodarczy, ekonomista, inżynier górnik, mason, senator II kadencji w II RP, wicemarszałek Senatu.

## Życiorys
Był synem przemysłowca Bernarda Gliwitza i Flory Selbstman (Florentyny Zakrzewskiej, 1851-1882). Pochodził ze spolonizowanej rodziny żydowskiej. Po ukończeniu (ze złotym medalem) szkoły średniej w Warszawie uzyskał w 1901 stopień kandydata nauk matematycznych na uniwersytecie w Odessie. W których trakcie został ochrzczony w czasie studiów wieku 20 lat (1898 r.) w parafii ewangelicko- reformowanej w Warszawie. Podczas studiów należał jako członek Petersburskiego Komitetu Okręgowego do PPS, a jednocześnie był korespondentem wychodzących w Galicji pism socjalistycznych „Naprzód” i „Przedświt”. W czasie rewolucji 1905 roku aresztowany i za przewożenie broni osadzony na krótko w więzieniu Kresty w Petersburgu. Studia kontynuował w Instytucie Górniczym w Petersburgu, uzyskując w 1906 tytuł inżyniera górnictwa. W Instytucie był od 1907 asystentem, od 1909 docentem. Brał udział w pracach Rady Zjazdów Przedstawicieli Przemysłu i Handlu w Petersburgu. Społecznie angażował się również w działalność w Związku Polskich Lekarzy i Przyrodników. W 1911 r. powrócił do Warszawy, gdzie został dyrektorem oddziału warszawskiego syndykatu Towarzystwa Sprzedaży Wyrobów Rosyjskich Przedsiębiorstw Hutniczych „Prodamet”.

### Wielka Wojna i II Rzeczpospolita
W czasie wojny mieszkał i pracował w Petersburgu w Rosyjskim Towarzystwie Akcyjnym Granitu, Marmuru i Robót Budowlanych (1915-1916) oraz Towarzystwie Akcyjnym Sosnowieckich Fabryk Rur i Żelaza (1917 r.). Włączył się aktywnie w polski ruch niepodległościowy, angażując się w pracę Zrzeszenia Niepodległościowego oraz Towarzystwa Prawników i Ekonomistów. W początkach marca 1917 r. współtworzył Polski Komitet Demokratyczny w Piotrogrodzie. W tym samym roku, wraz z przedstawicielami Naczelnego Komitetu Narodowego oraz Stronnictwa Narodowo-Zachowawczego, wystąpił z propozycją powołania przedstawicielstw dyplomatycznych Rady Regencyjnej na Wschodzie, obejmujących swoim działaniem obszar Rosji, Finlandii i Ukrainy. Efektem tego zaangażowania było nawiązanie przez Gliwica współpracy z Radą Regencyjną. Gdy 3 maja 1918 r. utworzony przez Radę Regencyjną rząd Jana Kantego Steczkowskiego powołał swoje przedstawicielstwo w Rosji, Gliwic wszedł w skład Wydziału Ekonomiczno-Finansowego tej placówki. Wkrótce w 1918 r. został także radcą Królewsko-Polskiego Przedstawicielstwa na Ukrainie (zmienionego następnie w listopadzie 1918 r. na Poselstwo Polskie na Ukrainie). Na przełomie 1918 i 1919 r. wszedł do komitetu organizacyjnego Związku Demokracji Polskiej.
Po odzyskaniu niepodległości, w 1919 r. był radcą handlowym poselstwa RP w Waszyngtonie, od 1920 r. radcą handlowym, od 1922 r. pierwszym radcą, a od 1924 r. radcą legislacyjnym. Bez powodzenia kandydował w okręgu warszawskim do sejmu w wyborach w 1922 r. W 1925 r. pełnił funkcję chargé d’affaires Ambasady RP w Waszyngtonie. Po powrocie do Polski został wybrany w grudniu 1925 r. na stanowisko dyrektora Departamentu Handlu w Ministerstwie Przemysłu i Handlu.W 1925–26 dyrektor departamentu w Ministerstwie Przemysłu i Handlu.
15 maja 1926 r. wszedł do rządu Kazimierza Bartla powołanego w wyniku zamachu majowego, któremu Gliwic wyraził symboliczne poparcie. Na stanowisku ministerialnym był krótko, popadając w konflikt z Piłsudskim, sprzeciwiając się podnoszeniu wynagrodzeń wojskowym przy jednoczesnym pominięciu innych grup zawodowych. O swojej dymisji miał dowiedzieć się z prasy. Po niej był zaangażowany w prace polskiego aparatu dyplomatycznego. W latach 1926–1927 wchodził w skład Komitetu Przygotowawczego Międzynarodowej Konferencji Ekonomicznej w Genewie. Gliwic opowiadał się za powołaniem do życia Ministerstwa Gospodarki Narodowej, mającego koordynować wielkie roboty publiczne i centralizować wysiłki państwa.
W latach 1928–1930 był senator RP z listy BBWR, wybrany w województwie białostockim, wicemarszałek Senatu, przewodniczący Komisji Skarbowo-Budżetowej Senatu Brał udział w pracach Unii Międzyparlamentarnej oraz Związku Paneuropy.
Współorganizator koncernu Wspólnota Interesów Górniczo-Hutniczych z siedzibą w Katowicach, członek rady nadzorczej Banku Handlowego S.A. w Warszawie. Od 1928 profesor WWP w Warszawie (1935–1939 dziekan Wydziału Polityczno-Społecznego, od 1936 kierował studium migracyjno-kolonialnym). Od 1931 wykładowca ekonomii w Studium Dyplomatycznym na Uniwersytecie Jana Kazimierza we Lwowie.

### II wojna światowa
Zaangażował się w struktury Polskiego Państwa Podziemnego. Współpracował z Delegaturą Rządu RP na Kraj (ps. „Tomasz”). Od 1942 r. stał na czele Rady Gospodarczej przy Biurze Studiów Wywiadu Przemysłowego Oddziału II KG AK odpowiedzialnej za gromadzenie materiałów dotyczących odbudowy kraju i rozbudowy gospodarki polskiej po wojnie. Gliwic został aresztowany przez Niemców 9 kwietnia 1943 r. i osadzony na Pawiaku. Następnego dnia zażył truciznę, odbierając sobie życie.
Został pochowany na cmentarzu Powązkowskim (kwatera 241-4-20).

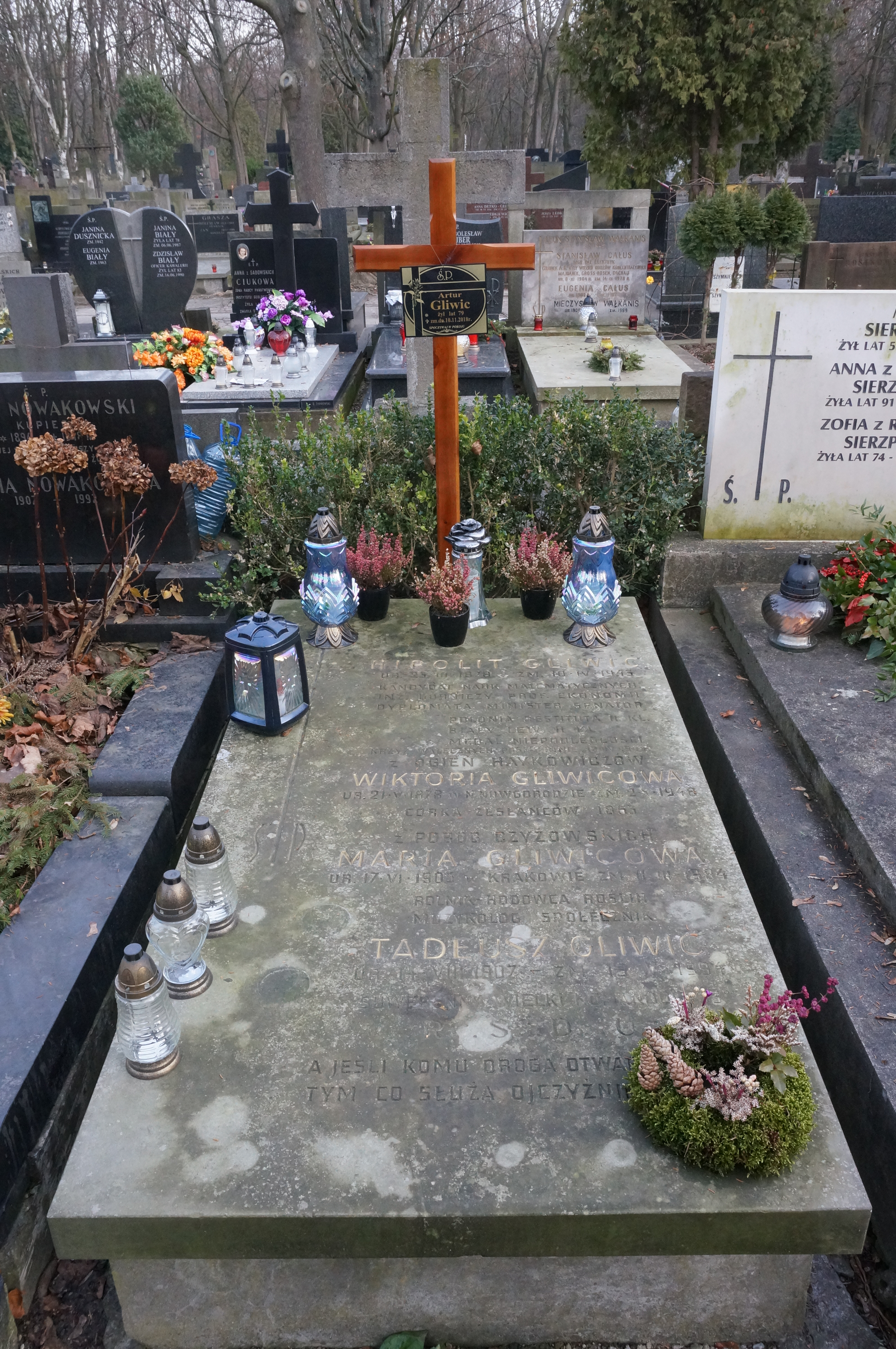
Grób Hipolita Gliwica przed renowacją

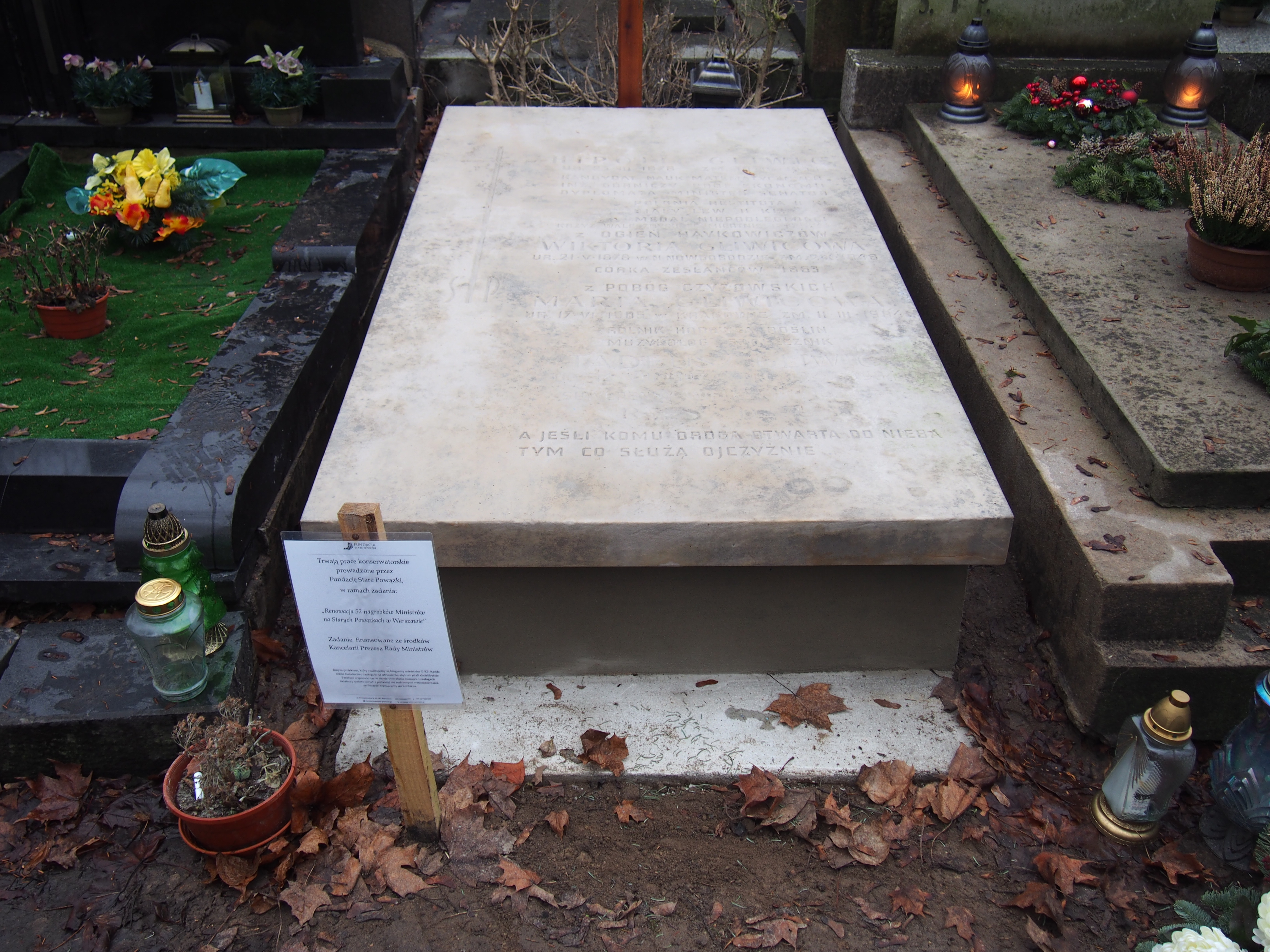
Grób Hipolita Gliwica po renowacji (2023)

W 2022 roku z inicjatywy premiera Mateusza Morawieckiego, Fundacja „Stare Powązki” w ramach projektu odrestaurowywania grobów ministrów II RP, odnowiła miejsce pochówku Hipolita Gliwica.

## Okres sprawowania urzędu ministra
- 15.05 – 4.06.1926[2]
- p.o. 4-8.06.1926

## Życie prywatne
Ożenił się, przebywając w areszcie, z Wiktorią Haykowiczówną (1878-1948). Ksiądz katolicki odmówił udzielenia im ślubu, więc para udała się z prośbą do pastora kalwińskiego, który poruszony romantyczną historią narzeczonych chętnie udzielił im sakramentu. Żona ministra była córką i wnuczką zesłańców na Syberię i powstańców styczniowych.
Gliwic związał się z ruchem wolnomularskim przyjmując w jego ramach imię Hipolit Matada. Wyższe stopnie w strukturze masońskiej zdobył podczas pobytu w Stanach Zjednoczonych. Doszedł do najwyższego 33 stopnia w tej hierarchii. Był członkiem Rady Najwyższej i Najwyższej Kapituły. Doprowadził do uznania polskiej Rady Najwyższej przez obie (bostońską i nowojorską) Rady Najwyższe USA. W latach 1920–1938 jako członek należał do loży „Kopernik” w Warszawie. W latach 1933–1936 pełnił obowiązki sekretarza Wielkiej Loży Narodowej w Polsce.

## Ordery i odznaczenia
- Krzyż Komandorski z Gwiazdą Orderu Odrodzenia Polski – 9 listopada 1926 „za wybitne zasługi na polu rozwoju handlu polskiego w kraju i na terenie Stanów Zjednoczonych Ameryki Północnej oraz za prace naukowe”[10][11]
- Medal Niepodległości – 27 czerwca 1938 „za pracę w dziele odzyskania niepodległości”[12]
- Krzyż Komandorski z Gwiazdą Orderu Lwa Białego (Czechosłowacja)[11]

## Prace
- Hipolit Gliwic, Ewolucja syndykatów t. 1–2 Warszawa 1916.
- Hipolit Gliwic, Podstawy ekonomiki światowej t. 1–3 Warszawa 1926–1938.